# مستشفى السويس العام
مستشفى السويس العام هي مستشفى  في محافظة السويس، مصر.

## الوصف
مساحة المستشفى 40 ألف متر ومكونة من ثلاثة مبان، وهى المبنى الرئيسى، ويتكون من دور بدروم ودور أرضى، وتم إضافة دور ثانى للمستشفى بإجمالى ارتفاع يبلغ 13.40 م، بالإضافة إلى مبنى المستشفى ويحتوى على 260 سرير إقامة، و15 غرفة للعمليات الجراحية، و22 سرير غسيل كلوى، و23 سرير عناية مركزة، و25 حضّانة، و17 عيادة خارجية، بجانب 6 معامل وأشعة، كما تضم مستشفى السويس العام مبنى الخدمات، والذى يتكون من دور أرضى وأول وثان يشمل غرف الكهرباء، والمحولات، وسكن الأطباء والتمريض